# Leone Di Lernia e la sua "New Rock Band" (1977)
Leone Di Lernia e la sua "New Rock Band" è un album del 1977 di Leone Di Lernia e la "New Rock Band".

## Tracce
Lato A
1. Gaccia a te, mariuò
2. U fesse 'nnamerate
3. La morte du ciucce
4. Concettè
5. Ce frecature

Lato B
1. Oh! Bailonne......
2. U femmenedde
3. U petrarule
4. Scurdatenne
5. L'ingenua colombella